# 御三家
御三家是一個日語詞語，用於統稱一個領域中最著名的三者，意思接近英語的「三巨頭」。該詞源自江戶時代的「德川御三家」，是指德川氏中除德川將軍家外擁有幕府將軍繼承權的三大旁系。
除了「御三家」外，同樣源自江戶時代（或戰國時代）的統稱用語尚有「雙璧」、「兩巨頭」、「御三卿」、「四天王」、「五攝家」等。

## 各領域的御三家
- 日本企業
  - 電線御三家：住友電氣工業、古河電氣工業、藤倉
  - 電氣御三家：日本電氣、富士通、沖電氣工業
  - 手錶御三家：精工、星辰、卡西歐
  - 相機御三家：佳能、索尼、尼康
  - 非處方藥御三家：大正製藥、SS製藥、樂敦製藥
  - 住友集團御三家：三井住友銀行、住友化學、住友金屬工業
  - 名古屋港運輸業御三家：伊勢灣海運、Fujitrans、名港海運
  - 東京頂級飯店御三家：帝國飯店、東京大倉飯店、新大谷飯店
  - 鋼筆製造御三家：百樂、寫樂、白金
  - 牛丼御三家：食其家、吉野家、松屋[1]

- 日本演藝圈
  - 御三家（元祖御三家）：橋幸夫、舟木一夫、西鄉輝彥[2]
  - 新御三家：野口五郎、鄉裕美、西城秀樹[2]
  - 新新御三家（傑尼斯事務所御三家）：野村義男、田原俊彥、近藤真彥
  - 少年御三家（傑尼斯團體御三家）：光GENJI、男鬥呼組、少年忍者
  - 乃木坂46御三家：白石麻衣、松村沙友理、橋本奈奈未[3]
  - 東大王御三家：水上颯、伊澤拓司、鶴崎修功

- 觀賞魚
  - 錦鯉御三家：紅白、大正三色、昭和三色

- ACG
  - NICONICO動畫御三家：THE IDOLM@STER、東方Project、VOCALOID[4][5]
  - NICONICO動畫里御三家：兄贵、宗教、热血
  - 同人御三家：TYPE-MOON、東方Project、07th Expansion
  - 聲優御三家：田村由香里、堀江由衣、水樹奈奈
  - 黑化御三家：桂言葉（School Days）、龍宮禮奈（寒蟬鳴泣之時）、我妻由乃（未來日記）
  - 輕小說御三家：電擊文庫、富士見Fantasia文庫、角川Sneaker文庫
  - 精靈寶可夢第一代御三家：妙蛙種子、小火龍、傑尼龜
  - 二次元偶像御三家：THE IDOLM@STER、LoveLive!、BanG Dream!
  - 東映御三家：假面騎士、光之美少女、超級戰隊

- 其他
  - 電子遊戲機御三家：任天堂、索尼、微软。
  - 日本機器人卡通御三家：魔神Z、大魔神、金剛戰神
  - 日本遊戲機器人大戰御三家：無敵鐵金剛、蓋特機器人、機動戰士鋼彈
  - 日本8位元個人電腦御三家：PC-8000系列、FM-7系列、X1系列
  - 日本科幻小說御三家：星新一、小松左京、筒井康隆
  - 美國大學御三家：哈佛大學、耶魯大學、普林斯頓大學[註 1]
  - 猛毒菌御三家：毒鵝膏（A. phalloides）、鱗柄白鵝膏（Amanita virosa）、白毒鵝膏菌（Amanita verna）[6][7][8]
  - 東京婦產科醫院御三家：愛育醫院、聖路加國際醫院、山王醫院[9][10]